# Einat Kalisch-Rotem

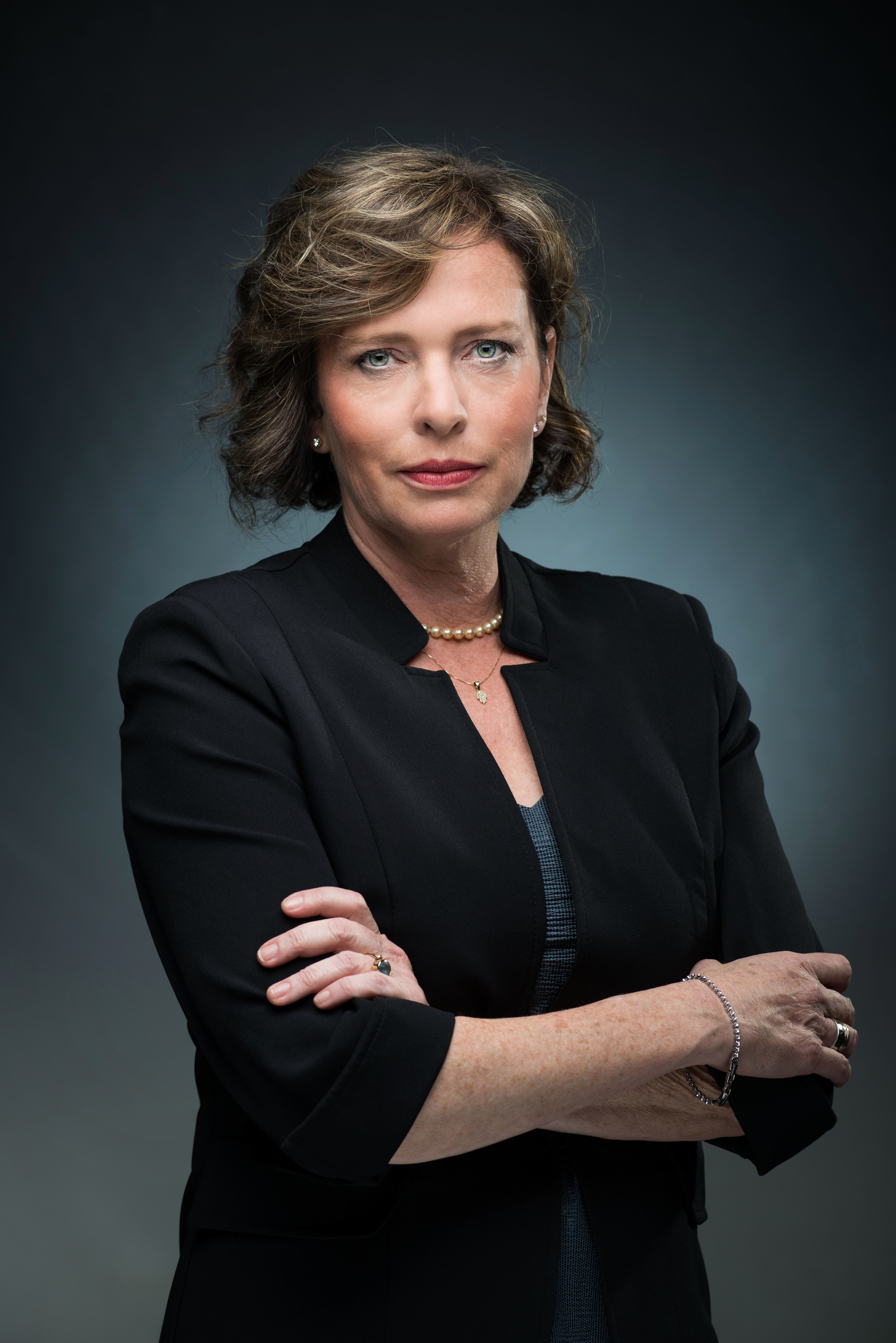
Einat Kalisch-Rotem (2018)

Einat Kalisch-Rotem (hebräisch עֵינָת קָלִיש-רוֹתֶם ʿEjnat Qalīš-Rōtem, * 3. September 1970 in Haifa) ist eine israelische Architektin und Politikerin der ʿAvodah (Arbeitspartei). Nach einem erfolglosen Versuch im Jahr 2013 wurde sie am 20. November 2018 zur Bürgermeisterin von Haifa gewählt. Damit ist sie die erste Bürgermeisterin einer israelischen Großstadt. Ihr Vorgänger Jona Jahaw wurde durch seinen Wahlsieg im März 2024 wiederum ihr Nachfolger.

## Leben
Kalisch-Rotem hat in den israelischen Luftstreitkräften gedient und Architektur und Städtebau am Technion und Stadtplanung an der ETH Zürich studiert.
Sie führt ein Architekturbüro, das sich mit Stadt- und Regionalplanung beschäftigt. Daneben doziert sie am Technion und der Universität Tel Aviv. Für ihre Arbeit hat sie mehrere Preise empfangen.
Kalisch-Rotem ist verheiratet und hat zwei Kinder. Sie verfügt über einen schwarzen Karategürtel.